# Humor dulce hogar
Humor dulce hogar es un espectáculo del grupo humorístico de instrumentos informales Les Luthiers. Se estrenó el jueves 30 de mayo de 1985 en Teatro El Círculo (Rosario, Argentina) y su última representación se dio el martes, 21 de abril de 1987 en Teatro San Martín (Azul, Buenos Aires, Argentina). El título es una homofonía de hogar y humor, derivada de la frase «Hogar, dulce hogar». En los shows internacionales, la «Epopeya de los 15 jinetes» era reemplazada por «Las majas del bergantín».
En el mes de diciembre de 1985, Les Luthiers hizo su única visita a Israel con el show Humor dulce hogar, haciendo seis funciones en Tel Aviv, Haifa y Jerusalén.
Marcó el último trabajo de Ernesto Acher el conjunto, por lo que se suscitaron cambios en la grilla de sketchs, «Vea esta noche» se reemplazó por «La bella y graciosa moza» y «Truthful Lulu pulls thru Zulus» por «Kathy, la reina del saloon». 

## Instrumentos estrenados
Mandocleta, en la obra «El zar y un puñado de aristócratas rusos huyen de la persecución de los revolucionarios en un precario trineo, desafiando el viento, la nieve y el acecho de los lobos». El intérprete era Carlos Núñez Cortés.

## Créditos y elenco
| - Ernesto Acher - Carlos López Puccio - Jorge Maronna - Marcos Mundstock - Carlos Núñez Cortés - Daniel Rabinovich - Carlos Iraldi - Roberto Fontanarrosa | - Ernesto Diz - Francesco Poletti - Eduardo Guedes - Oscar Amante - Rubén Scarone - Jorge Coiman | - Daniel Aisemberg - Oscar Rodríguez - Jorge Sicolo - Les Luthiers |

## Álbum en directo
Esta grabación se realizó el sábado, 12 de abril de 1986 en Teatro Colón de Bogotá, Colombia. Las obras del "extras" pertenecen al espectáculo Luthierías, y fueron grabadas el 8 de noviembre de 1981. Este álbum en directo contenía acceso directo a escenas, subtítulos en español, inglés, francés, italiano y portugués. La imagen era en color y su duración es de 109 min.
Fue lanzado en 2003 en formato de DVD.

## Contenido
- «Vea esta noche(suite circense)».
- «Serenata tímida (canción pusilánime)».
- «El Zar y un puñado de Aristócratas rusos huyen de la persecución de los Revolucionarios en un precario trineo, desafiando el viento, la nieve y el acecho de los lobos (fuga en Si-beria)»
- «Una canción regia (canon escandaloso)»
- «Truthful Lulu pulls thru Zulús (blus)»
- «El valor de la unidad (carnavalito divergente)»
- «Les nuits de París (chanson francesa)»
- «Pasión bucólica (vals geriátrico)»
- «Las majas del bergantín (zarzuela náutica)»
- «Bolero de los celos (trío pecaminoso)»

### Bonus tracks
Estas dos actuaciones fueron grabadas de una actuación más antigua, concretando de Lutherías.
- «Marcha de la conquista (marcha forzada)»
- «Cuarteto Opus 44 (cuarteto para quinteto)»

## Programa del DVD
- «Vea esta noche (Suite circense)»
- «Serenata tímida (Canción pusilánime)»
- «El zar y un puñado de aristócratas rusos huyen de la persecución de los revolucionarios en un precario trineo, desafiando el viento, la nieve y el acecho de los lobos(Fuga en Si-beria)»
- «Una canción regia (Canon escandaloso)»
- «Truthful lulu pulls thru zulus (Blus)»
- «El valor de la unidad (Carnavalito divergente)»
- «Les nuits de Paris (Chanson francesa, 1973)»
- «Pasión bucólica (Vals geriátrico)»
- «Las majas del bergantín (Zarzuela náutica, 1981)»
- «Bolero de los celos (Trío pecaminoso, 1981)»